# Driftin' Blues
Singles de Johnny Moore's Three Blazers
Baby, Don't You Cry
(1945) Travelin' Blues
(1946)
Driftin' Blues ou Drifting Blues est un standard du blues, enregistré par le groupe Johnny Moore's Three Blazers en 1945. La chanson est un blues lent caractéristique du style doux et soul de Charles Brown au chant et au piano. Il est l'un des plus gros tubes du blues des années 1940 et « permis de définir l'essor du style West Coast blues de l'après-guerre ». Driftin' Blues a été interprétée et enregistrée par de nombreux artistes dans des styles différents. Le Blues Foundation Hall Of Fame et le Rock and Roll Hall of Fame ont reconnu l'influence et la popularité durable de la chanson.

## Contexte
Dans une interview, Brown se rappelle que Driftin' Blues était « la première chanson que j'ai écrit et essayé de chanter ». Le critique de musique Dave Marsh a remarqué que Brown l'a écrit alors qu'il était encore au lycée. Le chanteur de rhythm and blues Johnny Otis, qui était avec Brown dans le Bardu Ali's band à Los Angeles au début des années 1940, a mentionné que Brown hésitait à enregistrer la chanson. Sa source d'inspiration pour la chanson est un chant gospel que sa grand-mère lui a appris, et il se sent mal à l'aise avec le mélange du gospel et du blues ; Otis et d'autres l'encouragent à le faire. Une chanson de blues plus ancienne, Walking and Drifting Blues, enregistrée par Bumble Bee Slim en 1935, comprend les paroles « Now I'm driftin', like a ship without a sail ». L'écrivain Bryan Grove a noté que le titre de travail provisoire de Brown pour cette chanson est le même et que, bien qu'il ait été influencé par les paroles de Slim, les chansons sont pourtant différentes.

## Enregistrement et publication
Après son passage chez Bardu Ali, Brown rejoint le guitariste Johnny Moore, et le bassiste Eddie Williams. Leur groupe, baptisé Johnny Moore's Three Blazers, est inspiré par le Nat King Cole Trio (Oscar Moore, le frère de Johnny, a été guitariste de Cole). Driftin' Blues est un classique du répertoire des Johnny Moore's Three Blazers dans les clubs. Leur interprétation est très bien reçue et conduit à un contrat d'enregistrement avec Philo (qui deviendra bientôt Aladdin Records). Ils enregistrent quatre chansons lors de leur première session d'enregistrement, le 14 septembre 1945. Pour étoffer le son du trio, Brown invite Johnny Otis à s'asseoir à la batterie. Otis se souvient que Brown a utilisé une approche différente pour Driftin' Blues : « il a mis tout son cœur dans l'enregistrement — pas à la  manière de Nat Cole — mais dans ce style profond et mélancolique que beaucoup de jeunes chanteurs de R&B tenteront bientôt d'imiter ». La voix de Brown est aussi décrite comme « plaintive », « luxuriante, mélodieuse », et ayant une « timbre apaisant à la grâce laconique ».
La chanson suit une progression d'accords de blues à 12 mesures et est exécutée dans un tempo modérément lent (72 bpm) en clé de Mi (sur une mesure à 12/8). L'instrumentation, y compris le solo de guitare électrique de Moore, est sobre et reflète l'influence du cool jazz dans l'après–guerre. Brown la décrit comme « une sorte de blues mélancolique, avec de l'émotion » qui lui permet de raconter plus d'une histoire que dans le blues traditionnel. Les paroles parlent d'un amour perdu, mais elles sont également le reflet de l'aliénation ressentie par de nombreux afro-américains du Sud dans les villes du nord et de l'ouest de l'Amérique de l'après-guerre.
La chanson est créditée à Brown, Moore, et Williams, bien que plusieurs commentaires doutent que ce soit une composition de Brown. Selon Brown, les noms de Moore et Williams ont été ajoutés sans son consentement et, n'étant pas familier avec la loi sur les droits d'auteur, il n'a pas protesté. Il affirme également que le groupe a signé un contrat à l'encontre de leur intérêt, pour seulement 800 $ et la vague promesse d'une participation dans les revenus à venir de Philo Records. Bien qu'ayant obtenu l'un des plus grands tubes du R&B des années 1940, le groupe n'a jamais reçu aucune rémunération supplémentaire. Brown a appelé ça « la plus grande erreur que nous n'ayons jamais réalisé dans nos vies ». Mais Les Three Blazers, quant à eux, avaient écourté leur version de Drifting Blues enregistrée pour Philo, et avaient enregistré la suite sous le titre Travelin' Blues pour Modern Records.
Driftin' Blues devient un hit, passant 23 semaines dans les charts R&B du magazine Billboard. La chanson se classe numéro 2 et « se révèle être l'une des meilleures ventes de disques noirs en 1945 et 1946 ». Elle est incluse dans de nombreus compilations de Charles Brown, comme The Complete Aladdin Recordings of Charles Brown and Driftin' Blues: The Best of Charles Brown. Elle est également contenue dans de nombreuses collections par divers artistes, tels que le coffret Martin Scorsese Presents the Blues: A Musical Journey et The Blues: A Smithsonian Collection of Classic Blues Singers de la Smithsonian Institution.

## Reconnaissance et héritage
Driftin' Blues est intronisée au Blues Hall of Fame en 1989 dans la catégorie « Enregistrements classiques du Blues », qui relève que « c'est l'un des disques qui ont permis de définir le langoureux "blues de salon" du style West Coast naissant après-guerre ». En 1995, elle est entrée dans la liste des « 500 chansons qui ont façonné le rock and roll » (500 Songs That Shaped Rock and Roll) du Rock and Roll Hall of Fame.
Au cours de sa carrière, Brown ré-enregistre la chanson ou des variantes à plusieurs reprises. En 1969, une version actualisée, « inspirée par le jeu de guitare slide d'Earl Hooker », fait figure de nouveauté selon le biographe Sebastian Danchin. Elle figure sur son album Legend! (Bluesway Records).
La chanson est devenue un standard du blues, et elle est interprétée par de nombreux artistes. Certains conservent l'arrangement original, tandis que d'autres l’exécutent différemment. Dès 1946, le jeune Ray Charles la joue régulièrement. Il se rappelle : « Charles Brown était une puissante influence pour moi dans la première partie de ma carrière, surtout quand je tirais le diable par la queue  en Floride. J'ai fait beaucoup de dollars en faisant mon imitation de son Drifting Blues. Cela a été un enfer pour un certain nombre ». En 1950, Lightnin' Hopkins enregistre un arrangement différent de la chanson, accompagné seulement de sa guitare amplifiée. John Lee Hooker enregistre une adaptation similaire en 1961. Billy Eckstine l'enregistre en 1959 pour l'album Basie/Eckstine Incorporated. Chuck Berry enregistre son interprétation pour son album de 1960 Rockin' at the Hops.
Driftin' Blues se classe à nouveau dans les charts en 1968, quand Bobby Blue Bland l'enregistre. Sa version atteint le numéro 23 lors d'un séjour de 11 semaines dans les charts R&B et entre également dans le Billboard Hot 100 au numéro 96. Le Paul Butterfield Blues Band enregistre une version étendue, intitulée Driftin' et Driftin', avec une section de cuivres, pour leur troisième album, The Resurrection of Pigboy Crabshaw, en 1967. Ils l'interprètent au Monterey Pop Festival en 1967 et à Woodstock en 1969. Une version d'Albert King, orée d'un long solo de guitare, enregistré live au Fillmore Auditorium en 1968, est publiée en 1990 sur l'album Thursday Night in San Francisco. Eric Clapton enregistre plusieurs versions de la chanson, comprenant un arrangement en groupe pour son album live E. C. Was Here en 1975, et un solo acoustique (juste intitulé Driftin') pour son album de 1994 From the Cradle. En 1997, le chanteur et pianiste américain de rhytm and blues et boogie-woogie, Little Willie Littlefield enregistre une version pour son album The Red One.